# Лигитанские острова
Лигита́нские острова, острова Лигитан (малайск. Kepulauan Ligitan, англ. Ligitan group of islands) — группа островов, песчаных банок и коралловых рифов в море Сулавеси, входящая в состав Малайского архипелага. Принадлежит Малайзии, относится к территории штата Сабах.
Площадь суши — менее 1 км² — является непостоянной с учетом периодического исчезновения части рифов и банок. Наиболее крупные острова — Лигитан и Мабул. Население — около 2000 человек, сосредоточено на острове Мабул. На многих островах оборудованы морские курорты, широкое распространение приобрел дайвинг.

## Физико-географическая характеристика

### Географическое положение
Географические координаты — 4°20′00″ с. ш. 118°59′00″ в. д.
Лигитанские острова находятся в заливе Сибуко моря Сулавеси у юго-восточной оконечности Калимантана (расстояние до ближайшей точки Калимантана — около 15 км), входят в состав Малайского архипелага. От Калимантана и группы прибрежных островов и рифов отделены проливом Лигитан. Архипелаг вытянут с востока на запад, сужаясь в этом направлении. Протяженность около 60 км, расстояние с севера на юг в наиболее широкой, восточной части составляет около 20 км. Являясь малайзийской территорией, находится в непосредственной близости от малайзийско-индонезийской морской границы.
В архипелаг входят несколько островов, наиболее крупными из которых являются Лигитан (0,076 км²), по названию которого именуется вся островная группа, и Мабул (0,21 км²). Кроме того, в его составе имеются песчаные банки, верхушки которых появляются на поверхности только в период морских отливов (например, Капалай), а также многочисленные коралловые рифы. Архипелаг не следует путать с одним из входящих в его состав рифов, также носящим название Лигитан или Лигитанский риф (расположен в западной части архипелага).

### Климат
Климат экваториальный, влажный, в целом типичный для северо-восточной части Калимантана. Среднегодовой температурный максимум — +39 °C, минимум — +17 °C. Средняя суточная температура — +27—29 °C. Разница между максимальными и минимальными суточными температурами невелика — в среднем 5 °C.

### Природные условия
Значительная часть архипелага представляет собой коралловые рифы. Немногочисленные острова, также, как правило, окруженные рифами, сложены из песка. На наиболее крупных — Лигитане и Мабуле — имеется тропическая растительность: пальмы и кустарники. Фауна собственно островов достаточно бедна — крупных животных нет, встречаются несколько видов грызунов, пресмыкающихся и земноводных. В то же время, акватория архипелага отличается большим природным многообразием — здесь распространены различные виды акул, удильщикообразных (лат. Lophiiformes), бычковых (лат. Gobiidae), тригловых (лат. Triglidae), осьминогов (лат. Octōpoda), кальмаров (лат. Teuthida), креветок (лат. Caridea), крабов, каракатиц, морских змей.

## Территориальная и административная принадлежность
В административном плане Лигитанские острова относятся к району Семпорна (малайск. Daerah Semporna), входящему в состав округа Тавау (малайск. Bahagian Tawau), который, в свою очередь, входит в состав восточномалайзийского штата Сабах (малайск. Negeri Sabah).
Суверенитет над входящим в архипелаг островом Лигитан длительное время оспаривался Малайзией и Индонезией: оба государства обосновывали свои претензии различными правовыми и картографическими источниками, унаследованных от бывших метрополий — соответственно, Великобритании и Нидерландов (кроме Лигитана предметом спора был близлежащий остров Сипадан). В 1997 году стороны договорились о передаче вопроса о территориальной принадлежности Лигитана и Сипадана на рассмотрение Международного суда ООН, который в декабре 2002 года принял решение в пользу Малайзии, объявив оба острова её территорией. Вердикт Суда был безоговорочно признан властями Индонезии.

## Население
Единственным постоянно обитаемым островом архипелага является Мабул: там, по итогам переписи 1999 года, проживало около 2000 человек. На Мабуле имеется два поселка — Мабул (малайск. Kampung Mabul — посёлок Мабул) и Мусу (малайск. Kampung Musu), находящихся, соответственно, в южной и северной частях острова. Примечательно, что их население, несмотря на малую площадь острова, разнородно по происхождению: жители поселка Мабул являются в основном потомками переселенцев с филиппинского архипелага Сулу, жители Мусу — выходцами с различных малайзийских островов. Верующие — мусульмане-сунниты (на острове имеется мечеть).
На некоторых других островах длительное время проживают работники расположенных там гостиниц и других объектов социально-экономической инфраструктуры, которые, как правило, являются жителями близлежащих районов Калимантана.

## Экономика
Традиционные занятия островитян — рыболовство и выращивание кокосов. С 1970-х годов на архипелаге начала развиваться индустрия туризма — прежде всего, с упором на возможности дайвинга, сноркелинга и других видов морского отдыха. Активизации притока туристов позднее способствовало мирное урегулирование малайзийско-индонезийского спора за суверенитет над Лигитаном и Сипаданом, способствовавшее общему оздоровлению ситуации и, в частности, активизации морского судоходства в этой части моря Сулавеси.
В 2000-х годов острова Лигитан утвердились в качестве одной из наиболее популярных курортных зон Восточной Малайзии. Основными элементами местной туристической инфраструктуры являются гостинично-курортные комплексы «Сипадан-Мабул резорт» и «Сипадан-Капалай дайв резорт», расположенные, соответственно на входящих в архипелаг острове Мабул и банке Капалай.

## Транспорт
Основное морское сообщение с архипелагом осуществляется через порт города Семпорна. Оттуда, в частности, на имеющие курортное значение острова ежедневно прибывают скоростные катера, обеспечивающие перевозку туристов, части облуживающего персонала и необходимых грузов. На некоторых островах имеются вертолетные площадки.

## Топографические карты
- Лист карты B-50-Г. Масштаб: 1 : 500 000. Лигитанские острова находятся в нижней части листа.